# گمینا چوسنوو
گمینا چوسنوو (به لهستانی:  Gmina Czosnów) یک گمینا در لهستان است که در شهرستان نوو دوور مازوویتسکی واقع شده‌است. گمینا چوسنوو ۱۲۸٫۳۴ کیلومتر مربع مساحت و ۸٬۷۴۳ نفر جمعیت دارد.